# ステファン・ウロシュ5世 (セルビア皇帝)
ステファン・ウロシュ5世（セルビア語: Стефан Урош V、1336年 - 1371年12月2日/4日）は、セルビア帝国の王（在位：1346年 - 1355年）、および皇帝（在位：1355年 - 1371年）。

## 生涯

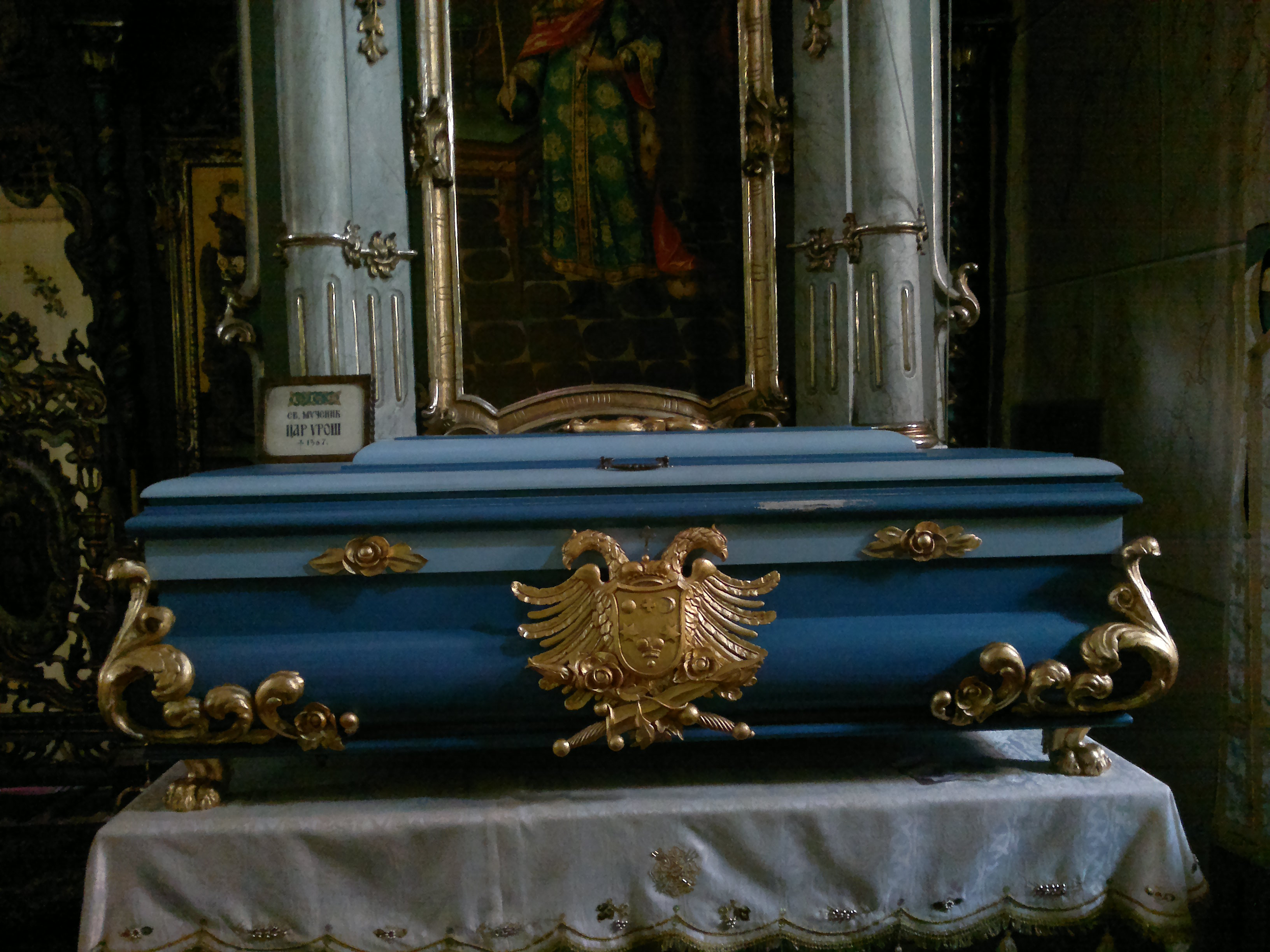
ヤザク修道院に安置されているステファン・ウロシュ5世の棺

ステファン・ウロシュ5世はセルビア皇帝ステファン・ウロシュ4世ドゥシャンとブルガリア皇帝イヴァン・アレクサンダルの姉妹ヘレナの間に生まれた唯一の子である。
1346年にウロシュ4世がセルビア皇帝に即位した際、ウロシュ5世は皇帝に次いで高い地位に置かれていたセルビア王に戴冠され、セルビア帝国の共同統治者に任命された。
1355年にウロシュ4世が没した後、皇帝に即位して単独統治者となったウロシュ5世はすでに成年に達していたが、母親と廷臣の影響下に置かれていた。
ウロシュ5世は父が築いた帝国を維持する力量を持たず、各地の王族や有力領主が帝国の支配から離れて活動する。セルビア帝国は地方領主の集合体に変化し、何人かの領主はウロシュ5世の主権を認めていなかった。
1356年にセルビア帝位を獲得しようと試みた叔父のエピロス専制侯シメオン・ウロシュ・パレオロゴスへの対応が、ウロシュ5世が直面した最初の問題だった。ウロシュ5世はシメオン・ウロシュをエピロス・テッサリアに追い出すが、シメオン・ウロシュは領地で「ローマ人とセルビア人の皇帝」の称号を使用していた。シメオン・ウロシュが皇帝を自称したことで、ウロシュ4世が征服した地域はウロシュ5世の統制下から離れていった。
ウロシュ5世は母のヘレナから帝国を維持する助けを受けられず、ヘレナは半独立状態にあったセラエのデスポット・ヨヴァン・ウグリェシャに協力していた。ウグリェシャの他に独立した勢力には、ヴァルダル川左岸を支配する甥のデヤノヴィチ兄弟（en）、ツルナゴーラ（モンテネグロ）からアルバニアにかけての地域に独立政権を建てたバルシッチ家（en）、北セルビアを支配するラザル・フレベリャノヴィチ、西マケドニアを支配するプリレプの専制侯ヴカシン・ムルニャヴチェヴィチらがいた。1365年にヴカシンはウロシュ5世の共同統治者としてセルビアを支配する。ウロシュ5世の治世の末期に残されていた帝国の直轄地は、シャル山脈とダニューブ川の間の地域に限られていた。
1360年代からのオスマン帝国のバルカン半島での拡大に対し、各地で独立したセルビア諸侯は互いに争うことを止め、反オスマン連合を結成した。1371年にセルビア貴族の連合軍がマリツァの戦いでオスマン軍に敗れてウグリェシャ、ヴカシンが戦死し、同年12月にウロシュ5世は子を遺さず没した。
死後、ウロシュ5世はセルビア正教会によって列聖された。遺体はフルシュカゴラのヤザク修道院（en）に埋葬されている。
ウロシュ5世の死後にセルビアの最有力者となったラザル・フレベリャノヴィチは皇帝、王の称号を用いず、公（Knez）を名乗った。ラザルは領地の割譲と引き換えにボスニア王国に助けを求め、1376年にボスニア王スチェパン・トヴルトコ1世が「セルビア人、ボスニア、沿岸地方の王」として戴冠した。1389年のコソボの戦いの後にセルビアはオスマンに臣従するが、1459年のスメデレヴォの陥落まで、ラザルの一族がセルビアを統治した。